# جون غري
جون غري (بالإنجليزية: John Grey)‏ هو كاتب سيناريو أمريكي، ولد في 1873 في سان خوسيه في الولايات المتحدة، وتوفي في 27 يونيو 1933 في هوليوود في الولايات المتحدة.

## وصلات خارجية
- جون غري على موقع IMDb (الإنجليزية)
- جون غري على موقع ألو سيني (الفرنسية)
- جون غري على موقع أول موفي (الإنجليزية)
- جون غري على موقع قاعدة بيانات الأفلام السويدية (السويدية)
- جون غري على موقع قاعدة بيانات الفيلم (الإنجليزية)
- جون غري على موقع كينوبويسك (الروسية)
- جون غري على موقع كينوبويسك (الروسية)